# Marktortprinzip
Das Marktortprinzip ist eines von mehreren Prinzipien, welches die Rechtsstellung von Waren- und Dienstleistungsanbietern in einem gemeinsamen Markt wie etwa der Europäischen Union im grenzüberschreitenden Verkehr regeln soll.
Der Marktort ist der Ort, auf welchem Interessen von Leistungsanbieter und Leistungsempfänger aufeinandertreffen. Im Hinblick auf den Wettbewerb von Unternehmen an einem Markt ist es der Ort, auf dem die unterschiedlichen wettbewerbsrechtlichen Interessen spürbar aufeinandertreffen.
Dabei finden die Regeln des Ziellandes, speziell des Marktes, auf welches das Angebot gerichtet ist, Anwendung. Auch ausländische Unternehmen sind also dem Recht des Marktortes unterstellt, wenn sie am Markt des Marktortes auftreten. Dadurch soll es zu einer weitgehenden Gleichbehandlung in- und ausländischer Unternehmen in bestimmten Bereichen auf dem entsprechenden Zielmarkt kommen.

## Europäischer Binnenmarkt
In Zusammenhang mit dem Binnenmarkt der Europäischen Union besagt das Marktortprinzip, dass im Hinblick auf eine Ware oder eine Dienstleistung, die nach den Rechtsvorschriften eines Unionsmitgliedstaates oder eines Drittstaates ordnungsgemäß hergestellt und auf den Markt gebracht worden ist, grundsätzlich das Recht des Unionsmitgliedstaates anzuwenden ist, auf dessen Markt die Leistung zum Vertrieb ausgerichtet ist.
Das Marktortprinzip kann in der Praxis, insbesondere im Zusammenhang mit dem Anbieten über das Internet zu hohen Rechtsinformationskosten für den Anbieter (Unternehmen) führen. Grundsätzlich richtet sich eine über das Internet angebotene Leistung an alle potentiellen Interessierten weltweit, sofern nicht vom Anbieter im Hinblick auf bestimmte Märkte (Staaten) vorab Einschränkungen getroffen werden (vorherige Festlegung der Zielrichtung des Angebots).
Das Marktortprinzip findet im europäischen Binnenmarkt vor allem in den Bereichen des Wettbewerbsrechtes, des Bankenrecht- und Finanzmarktrechts sowie dem Kartellrecht Anwendung (inkl. Aufsichtsrecht).

## Unlauterer Wettbewerb
Das Marktortprinzip ist vor allem im Rahmen des Wettbewerbsrecht relevant, sofern eine spürbare Beeinträchtigung vorliegt.
Wird von einem Unternehmer im Rahmen seiner wirtschaftlichen Tätigkeit, insbesondere Werbetätigkeit, gegen die guten Sitten verstoßen, kann ein Mitbewerber Unterlassungs- und Schadensersatzansprüche geltend machen. Dies wird als Unlauterer Wettbewerb bezeichnet und ist im Wettbewerbsrecht eine bestimmte Form des Rechtsbruchs.
Im Zusammenhang mit Angeboten ausländischer Unternehmer stellt sich primär meist die Frage, inwieweit ihr Angebot überhaupt auf einen bestimmten Markt ausgerichtet ist und, selbst wenn es nach der innerstaatlichen Rechtslage des Leistungsanbieters zulässig ist, ob es für den ausländischen Zielmarkt eine unzulässige Beeinträchtigung des Wettbewerbsrechtes darstellt. Hierbei wird mit Hilfe des Marktortprinzips versucht festzulegen, auf welchen potentiellen Interessenten das Angebot überhaupt ausgerichtet war oder ist, und ob daher einem anderen Unternehmer ein Unterlassungs- oder Schadenersatzanspruch gegen diesen ausländischen Unternehmer zusteht.
Grundsätzlich ist jede im Internet publizierte Werbung eine solche, welche Staatsgrenze überschreitet (grenzüberschreitende Werbung). Die weltweite Allgegenwärtigkeit (Omnipräsenz / Ubiquität) des Angebotes im Internet bzw. der Werbung, führt daher im Zusammenhang mit dem Marktortprinzip auch dazu, dass sich im Falle von grenzüberschreitender Werbung regelmäßig die Frage stellt, ob nationale Gerichte überhaupt zuständig sind und wie das Gericht die Werbung nach nationalem Recht beurteilen würden. Daraus folgen wiederum unter Umständen hohe Rechtsinformationskosten für den Anbieter der Leistung und zum Teil auch Rechtsunsicherheit, da viele Regelungen nicht im Gesetz selbst normiert sind, sondern von der nationalen Rechtsprechung herausgearbeitet wurden bzw. werden. Die aktuell gültige Rechtsprechung eines anderen Staates festzustellen und sein Angebot bzw. die Werbung danach rechtskonform auszurichten ist wiederum für Unternehmen mit einem sehr erheblichen finanziellen und zeitlichen Aufwand verbunden.
Unter Umständen kann auch eine Handlung, welche ausschließlich im Ausland gesetzt wurde, aufgrund des Marktortprinzips ein Verstoß gegen das nationale Wettbewerbsrecht eines anderen Staates darstellen und zur Anwendung des Rechts eines anderen Staates und damit zur Verurteilung eines ausländischen Unternehmens führen, sofern sich die Handlung auf den Markt (Unternehmen) eines anderen Staates spürbar auswirkt.
Wurde ein Wettbewerbsverstoß begangen, wird dies nach dem Tatortprinzip von den nationalen Gerichten, beurteilt. Es ist daher aufgrund des Marktortprinzips für den Tatort des (potentiellen) Wettbewerbsverstoßes nicht der Sitz des Unternehmens relevant, sondern der Ort, auf den die Werbung (Leistung) spürbar eingewirkt hat.

## Herkunftslandprinzip versus Marktortprinzip
Das Marktortprinzip kann durch den Gesetzgeber durch das Herkunftslandprinzip ersetzt werden. Dann muss zum Beispiel Internetwerbung eines europäischen Unternehmens nach dem Recht des Staates beurteilt werden, in dem dieses Unternehmen den Sitz hat. Dadurch hätte das nationale Wettbewerbsrecht weitgehend keine Geltung mehr gegenüber ausländischen Unternehmen, welche auf einen inländischen Markt ihre Leistung (und Werbung) ausrichten.

## Besteuerung
Das Marktortprinzip regelt nicht die Besteuerung einer Lieferung oder Leistung, wie dies beim Ursprungs- oder Herkunftslandprinzip bzw. dem Bestimmungslandprinzip der Fall ist.

## Rechtsprechung
Beispiele zur Rechtsprechung deutscher Gerichte im Zusammenhang mit dem Marktortprinzip (Auswahl):
- BGH, Urteil vom 4. Juni 1987, I ZR 109/85, GRUR 1988, 453, 454.
- BGH, Urteil vom 11. Februar 2010, I ZR 85/08, Tz. 12 -15 – Ausschreibung in Bulgarien.
- OLG Düsseldorf, Urteil vom 21. Oktober 2008, Az. I/20 U 189/08 zur Reichweite des Marktortprinzips.
- OLG Köln, Urteil vom 19. Februar 2014, 6 U 163/13, Tz. 11.
- LG Karlsruhe, Urteil vom 16. Dezember 2011 (14 O 27/11 KfH III).
- LG Siegen, Urteil vom 9. Juli 2013 (Az.: 2 O 36/13).
- LG Stuttgart, Urteil vom 15. Mai 2007 - 17 O 490/06, nicht rechtskräftig (Berufung an das OLG Stuttgart, 2 U 48/07).
- Düsseldorfer Verwaltungsgericht zur Anwendung des Marktortprinzips im öffentlichen Recht (Urteil vom 22. September 2011, 27 K 4285/09).

Beispiel einer Rechtsprechung des OGH in Österreich zum Marktortprinzip
OGH in 4 Ob 161/15b. Tenor: Wettbewerbsrechtliche Unterlassungsansprüche sind gemäß Art 6 Abs. 1 Rom-II-Verordnung nach dem jeweiligen Marktortrecht zu beurteilen.